# Луна 14
Луна 14 е апарат, изстрелян от СССР по програмата Луна с цел изследване на Луната. Създаден е на базата на автоматичната станция Луна 12. Апаратът е приведен в 160 x 870 km окололунна орбита с инклинация от 42 градуса на 10 април 1968 г. в 19:25 стандартно време.
Станцията работи 75 дни (при предвидени по програма 30) до изтощаването на батериите. Осъществени са 271 сеанса за радиовръзка. Проведени са експерименти с цел изследване на лунното гравитационно поле, условията за радиокомуникация в различни орбитални позиции, както и количеството йони и космически лъчи в окололунното пространство. Изследванията са директно свързани с подготвяната от СССР пилотирана мисия до Луната. Апаратът е последният от второто поколение апарати от програмата.